# 1990 (serie televisiva)
1990 è una serie televisiva britannica in 16 episodi trasmessi per la prima volta nel corso di 2 stagioni dal 1977 al 1978.
È una serie drammatica a sfondo fantascientifico ambientata nel 1990, in un distopico futuro in cui, a seguito di un grave crollo economico nei primi anni ottanta, la Gran Bretagna è sotto la morsa del Dipartimento di Pubblico Controllo (PCD) dell'Home Office, che con una tirannica e opprimente burocrazia calpesta le libertà civili della popolazione.
Edward Woodward interpreta Jim Kyle, un giornalista dell'ultimo quotidiano indipendente chiamato The Star, un rinnegato che trama di nascosto e inizia a combattere il PCD. I funzionari del PCD, a loro volta, cercano di fornire la prova delle attività sovversive di Kyle.

## Personaggi e interpreti

### Personaggi principali
- Jim Kyle (16 episodi, 1977-1978), interpretato da Edward Woodward.
- Herbert Skardon (16 episodi, 1977-1978), interpretato da Robert Lang.
- Dave Brett (15 episodi, 1977-1978), interpretato da Tony Doyle.

### Personaggi secondari
- Faceless (11 episodi, 1977-1978), interpretato da Paul Hardwick.
- Delly Lomas (8 episodi, 1977), interpretata da Barbara Kellerman.
- Lynn Blake (8 episodi, 1978), interpretata da Lisa Harrow.
- Kate Smith (7 episodi, 1978), interpretata da Yvonne Mitchell.
- Greaves (6 episodi, 1977), interpretato da George Murcell.
- Ispettore Macrae (6 episodi, 1978), interpretato da David McKail.
- Henry Tasker (6 episodi, 1977), interpretato da Clifton Jones.
- Jack Nichols (5 episodi, 1977), interpretato da Michael Napier Brown.
- Dan Mellor (5 episodi, 1977), interpretato da John Savident.
- Marly (4 episodi, 1977), interpretato da Honor Shepherd.
- Dottor Vickers (3 episodi, 1977), interpretato da Donald Gee.
- Tommy Pearce (3 episodi, 1977), interpretato da Mathias Kilroy.
- Ispettore (3 episodi, 1977), interpretato da Stacy Davies.
- 'Digger' Radford (3 episodi, 1978), interpretato da Stanley Lebor.
- Tony Doran (3 episodi, 1978), interpretato da Clive Swift.

## Produzione
La serie, ideata da Wilfred Greatorex, fu prodotta da Prudence Fitzgerald per la BBC Le musiche furono composte da John Cameron.

### Registi
Tra i registi sono accreditati:
Serie diretta da
Alan Gibson (5 episodi, 1977-1978)
David Sullivan Proudfoot  (4 episodi, 1977-1978)
Kenneth Ives (3 episodi, 1977-1978)
Peter Sasdy (2 episodi, 1978)

### Sceneggiatori
Tra gli sceneggiatori sono accreditati:
- Wilfred Greatorex in 16 episodi (1977-1978)
- Edmund Ward in 6 episodi (1977-1978)

## Distribuzione
La serie fu trasmessa nel Regno Unito dal 18 settembre 1977 al 10 aprile 1978 sulla rete televisiva BBC Two.

## Episodi
| Stagione         | Episodi | Prima TV Regno Unito |
| ---------------- | ------- | -------------------- |
| Prima stagione   | 8       | 1977                 |
| Seconda stagione | 8       | 1978                 |